# Člověkoden
Člověkoden či osoboden je jednotka vyjdařující násobek času a počtu osob ve dnech.
Může se použít pro stanovení celkového objemu pobytů (délka pobytu × počet osob), u akcí pro děti (např. dětské tábory) se stanovuje i počet děťodní (pro odlišení od osobodní dospělých, např. kvůli dotovatelným nákladům).
V pracovním prostředí označuje práci jedné osoby po dobu jednoho pracovního dne. Zpravidla odpovídá 8 člověkohodinám. Jedná se o jednotku používanou například při řízení projektů, plánování a dělbě práce. Často se i v Česku používá také anglický termín manday (man-day) a zkratka MD. Hodnota jednoho mandaye je okolo 13 tisíc korun. 
Podobnou jednotkou je člověkohodina.